# كورونورا
كورونورا هي بلدة، في أستراليا، تقع في أستراليا الغربية، بلغ عدد سكانها 5,308  نسمة وذلك حسب إحصائيات سنة 2016، رمزها البريدي هو 6743.

## المناخ
يظهر الجدول التالي التغييرات المناخية على مدار السنة لكورونورا:
| البيانات المناخية لـكورونورا      | البيانات المناخية لـكورونورا | البيانات المناخية لـكورونورا | البيانات المناخية لـكورونورا | البيانات المناخية لـكورونورا | البيانات المناخية لـكورونورا | البيانات المناخية لـكورونورا | البيانات المناخية لـكورونورا | البيانات المناخية لـكورونورا | البيانات المناخية لـكورونورا | البيانات المناخية لـكورونورا | البيانات المناخية لـكورونورا | البيانات المناخية لـكورونورا | البيانات المناخية لـكورونورا |
| الشهر                             | يناير                        | فبراير                       | مارس                         | أبريل                        | مايو                         | يونيو                        | يوليو                        | أغسطس                        | سبتمبر                       | أكتوبر                       | نوفمبر                       | ديسمبر                       | المعدل السنوي                |
| --------------------------------- | ---------------------------- | ---------------------------- | ---------------------------- | ---------------------------- | ---------------------------- | ---------------------------- | ---------------------------- | ---------------------------- | ---------------------------- | ---------------------------- | ---------------------------- | ---------------------------- | ---------------------------- |
| الدرجة القصوى °م (°ف)             | 43.9 (111.0)                 | 42.2 (108.0)                 | 40.5 (104.9)                 | 39.5 (103.1)                 | 38.0 (100.4)                 | 36.7 (98.1)                  | 36.4 (97.5)                  | 39.4 (102.9)                 | 41.0 (105.8)                 | 43.6 (110.5)                 | 45.1 (113.2)                 | 44.6 (112.3)                 | 45.1 (113.2)                 |
| متوسط درجة الحرارة الكبرى °م (°ف) | 36.4 (97.5)                  | 35.5 (95.9)                  | 35.4 (95.7)                  | 35.5 (95.9)                  | 32.9 (91.2)                  | 30.5 (86.9)                  | 30.3 (86.5)                  | 33.6 (92.5)                  | 36.4 (97.5)                  | 38.3 (100.9)                 | 38.8 (101.8)                 | 38.0 (100.4)                 | 35.1 (95.2)                  |
| متوسط درجة الحرارة الصغرى °م (°ف) | 25.2 (77.4)                  | 24.9 (76.8)                  | 24.1 (75.4)                  | 21.4 (70.5)                  | 19.1 (66.4)                  | 15.9 (60.6)                  | 15.0 (59.0)                  | 17.4 (63.3)                  | 20.8 (69.4)                  | 23.7 (74.7)                  | 25.4 (77.7)                  | 25.7 (78.3)                  | 21.6 (70.9)                  |
| أدنى درجة حرارة °م (°ف)           | 19.6 (67.3)                  | 19.0 (66.2)                  | 16.1 (61.0)                  | 12.2 (54.0)                  | 9.6 (49.3)                   | 7.7 (45.9)                   | 4.8 (40.6)                   | 9.2 (48.6)                   | 10.6 (51.1)                  | 15.0 (59.0)                  | 17.2 (63.0)                  | 19.1 (66.4)                  | 4.8 (40.6)                   |
| معدل هطول الأمطار مم (إنش)        | 196.6 (7.74)                 | 213.0 (8.39)                 | 136.2 (5.36)                 | 21.2 (0.83)                  | 10.0 (0.39)                  | 3.9 (0.15)                   | 1.3 (0.05)                   | 0.0 (0.0)                    | 2.8 (0.11)                   | 25.5 (1.00)                  | 70.9 (2.79)                  | 105.3 (4.15)                 | 786.7 (30.96)                |
| متوسط الأيام الممطرة (≥ 0.2mm)    | 14.8                         | 14.8                         | 10.2                         | 2.5                          | 1.0                          | 0.2                          | 0.2                          | 0.0                          | 0.6                          | 3.5                          | 6.8                          | 10.4                         | 65                           |
| المصدر:                           |                              |                              |                              |                              |                              |                              |                              |                              |                              |                              |                              |                              |                              |